# Phil Coleman (Leichtathlet)
Philip Yates „Phil“ Coleman (* 10. Juli 1931 in Champaign, Illinois; † 25. Juli 2021 in Saint Petersburg, Florida) war ein US-amerikanischer Hindernis- und Mittelstreckenläufer.

## Leben

### Sportlich
Bei den Olympischen Spielen 1956 in Melbourne schied er über 3000 m Hindernis im Vorlauf aus. In derselben Disziplin siegte er bei den Panamerikanischen Spielen 1959 in Chicago, kam aber bei den Olympischen Spielen 1960 in Rom erneut nicht über die erste Runde hinaus.
1959 sowie 1960 wurde er AAU-Meister über 3000 m Hindernis und 1960 US-Hallenmeister im Meilenlauf.

### Beruflich
Phil Coleman schloss an der Southern Illinois University sein Bachelorstudium ab. 1964 promovierte er in Englisch. Später wurde er Dekan für Liberal arts an der University of Pennsylvania.

## Persönliche Bestzeiten
- 1 Meile (Halle): 4:03,8 min, 6. Februar 1960, Boston
- 5000 m: 14:23,1 min, 10. Juni 1960, Houston
- 3000 m Hindernis: 8:40,8 min, 2. August 1958, Warschau